# Calamaria gervaisii
Calamaria gervaisii — вид змій родини полозових (Colubridae). Ендемік Філіппін. Вид названий на честь французького зоолога Поля Жерве.

## Поширення і екологія
Calamaria gervaisii мешкають на багатьох островах Філіппін, зокрема на Басілані, Катандуанесі, Себу, Лубанзі, Лусоні, Мінданао, Міндоро, Негросі, Панаї, Полілло і Табласі. Вони живуть у вологих тропічних лісах і на плантаціях, на висоті до 1200 м над рівнем моря. Відкладають яйця.